# Victor Johnson
Victor Louis Johnson (Aston Manor, Warwickshire, 10 de maig de 1883 - Sutton Coldfield, 23 de juny de 1951) va ser un ciclista anglès. Es dedicà al ciclisme en pista i va córrer als Jocs Olímpics de Londres de 1908.
Va guanyar la medalla d'or a la prova de 660 iardes. També va prendre part a la prova de l'esprint, arribant a la final, però en superar el temps establert per l'organització la classificació quedà deserta i no s'entregaren medalles.

## Palmarès
- 1908
  -  Medalla d'or als Jocs Olímpics de Londres en la prova de 660 iardes
  -  Campió de Món en velocitat individual amateur